# Allium balkhanicum
Allium balkhanicum är en amaryllisväxtart som först beskrevs av Reinhard M. Fritsch och Furkat Orunbaevich Khassanov, och fick sitt nu gällande namn av Reinhard M. Fritsch. Allium balkhanicum ingår i släktet lökar, och familjen amaryllisväxter. Inga underarter finns listade i Catalogue of Life.